# Carl Bergsten
För andra betydelser, se Carl Bergsten (olika betydelser).
Carl Gustaf Bergsten, född 10 maj 1879 i Norrköping, död 22 april 1935 i Stockholm, var en svensk arkitekt under övergången från nationalromantiken till funktionalismen.

## Bakgrund och utbildning
Bergsten var son till medicine doktor Wilhelm Bergsten och Octavie, född von Koch. Han var bror till arkitekten Harald Bergsten och konstnären Ninni Bergsten.
Carl Bergsten tog sin arkitektexamen 1901 vid Kungliga Tekniska högskolan och lämnade tre år senare Kungliga Akademien för de fria konsterna i Stockholm med kunglig medalj. Ett stipendium tog honom till Tyskland och till Wien i Österrike, där han inspirerades av den strama och geometriska arkitekturen. Han praktiserade hos Isak Gustav Clason och hos Erik Lallerstedt. 1912–1916 var han redaktör för tidskriften Arkitektur och mellan 1917 och 1921 förestod han möbelavdelningen på Nordiska Kompaniet. Åren 1925–1931 tjänstgjorde han som byggnadsråd i byggnadsstyrelsen. Därefter var han professor i arkitektur på Konsthögskolan i Stockholm.

## Verk

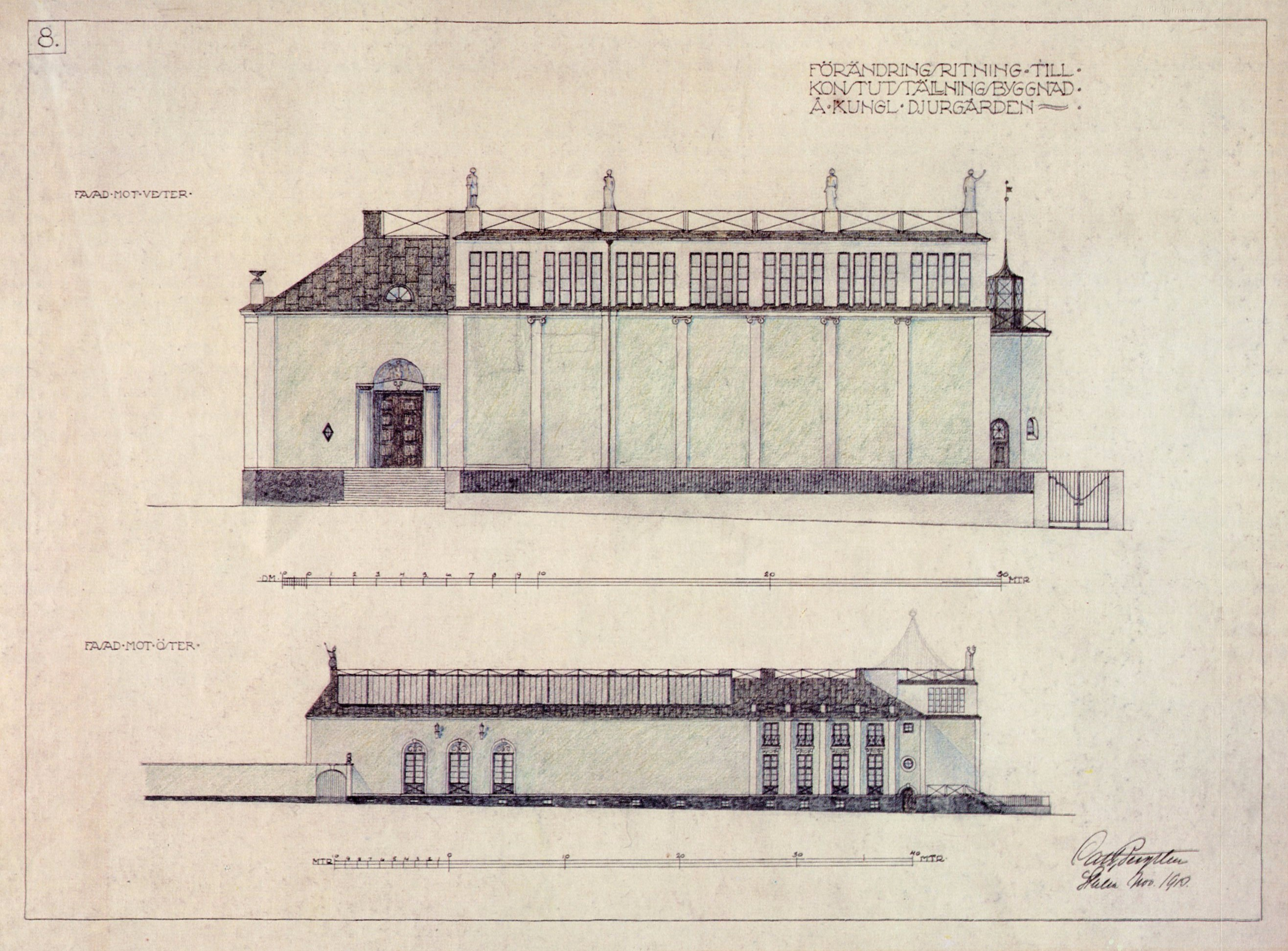
Liljevalchs Konsthall, Stockholm, fasadritningar.

Carl Bergsten drev eget arkitektkontor 1904–1935. I sina tidiga arbeten tog han intryck av den radikala Wienarkitekturen som syns på bostadshuset Skravelberget större 1, Nybrogatan 9 i Stockholm, där han hade även sitt arkitektkontor under en tid. Typiska är en rad arbeten i hemstaden Norrköping, där han tillsammans med arkitekten Gunnar Morssing bland annat utformade utställningspaviljongerna till Konst- och industriutställningen i Norrköping 1906 och byggnaden för Skandinaviska Enskilda Banken (1906).
Den tunga tegelarkitekturen förändras i och med Liljevalchs konsthall i Stockholm, där Bergsten vann med sitt tävlingsförslag 1913. Byggnaden, som uppfördes 1914–1916, räknas till den moderna arkitekturens genombrott i Sverige. Bergstens viktigaste arbeten under 1920-talet präglas helt av den svenska tjugotalsklassicismen, som även rönte stor uppmärksamhet internationellt och kallades för Swedish grace. Hit hör den svenska utställningspaviljongen på Parisutställningen 1925 och inredningen till fartyget M/S Kungsholm (1927–1928). Hans sista arbete var Göteborgs stadsteater (1934), där det blir tydligt att Bergsten aldrig tog steget fullt ut till funktionalismen utan förenade den med nyklassicismen.
I Norrköpings stadsmuseum fanns tidigare ett rum vigt åt Carl Bergstens verk. Där kunde man bland annat beskåda den brudklänning han ritade åt sin blivande hustru. En gata i stadsdelen Klockaretorpet i Norrköping bär namnet Carl Bergstens gata. Bergsten finns representerad vid bland annat Nationalmuseum i Stockholm.
Carl Bergsten är begravd på Danderyds kyrkogård.

## Verk i urval

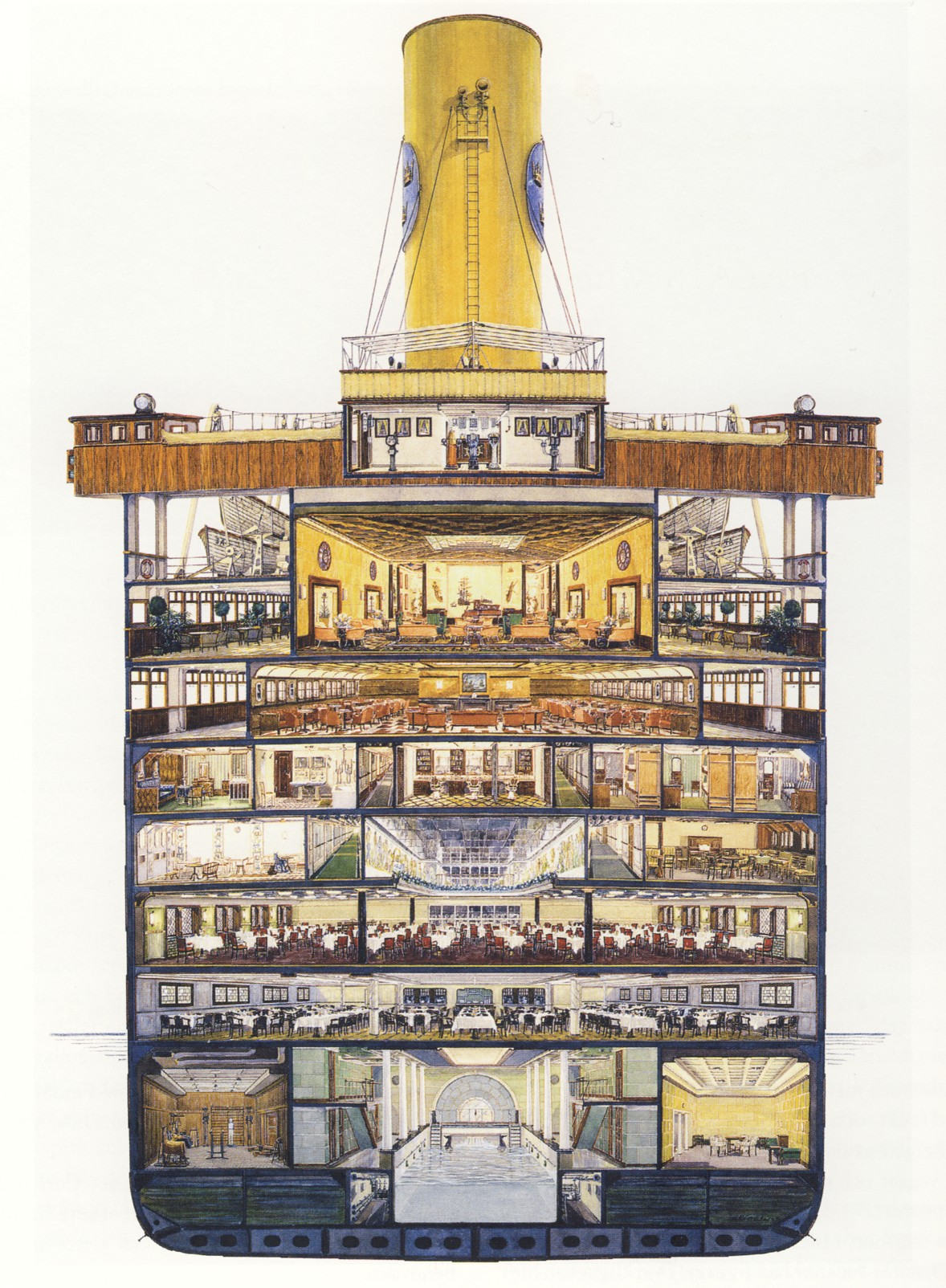
M/S Kungsholm sektion.

- S:t Olofsskolan, Norrköping, 1903–1908
- Skravelberget större 1, Stockholm, 1907–1908
- Hjorthagens kyrka, Stockholm, 1904–1909
- Utställningsbyggnader för Konst- och industriutställningen i Norrköping 1906
- Skandinaviska Enskilda Banken i Norrköping, 1906–1908
- Hyreshus Riddargatan 14, Stockholm, 1907
- Hyreshus Birger Jarlsgatan 27, Stockholm, 1909–1910 (Nya Intima teatern)
- Villa för eget bruk, "Kråkhvihlan", Kv Kaptenen 19, Stocksund, 1910–1912
- Skånska Handelsbankens hus i Lund, Kyrkogatan 1/Lilla Fiskaregatan, 1910-1912
- Liljevalchs konsthall, Stockholm, 1913–1916
- Enskede kyrka, Stockholm, 1913
- Villa för Dr Ekman, Motala, 1913–1914
- Villa Hertha, Kalmar, 1924–1925
- Liljeholmsbron, Stockholm, 1924–1928
- Sveriges utställningsdel till Världsutställningen i Paris 1925
- Chefsarkitekt för inredningen till M/S Kungsholm, 1928
- Göteborgs stadsteater, 1934

## Bilder

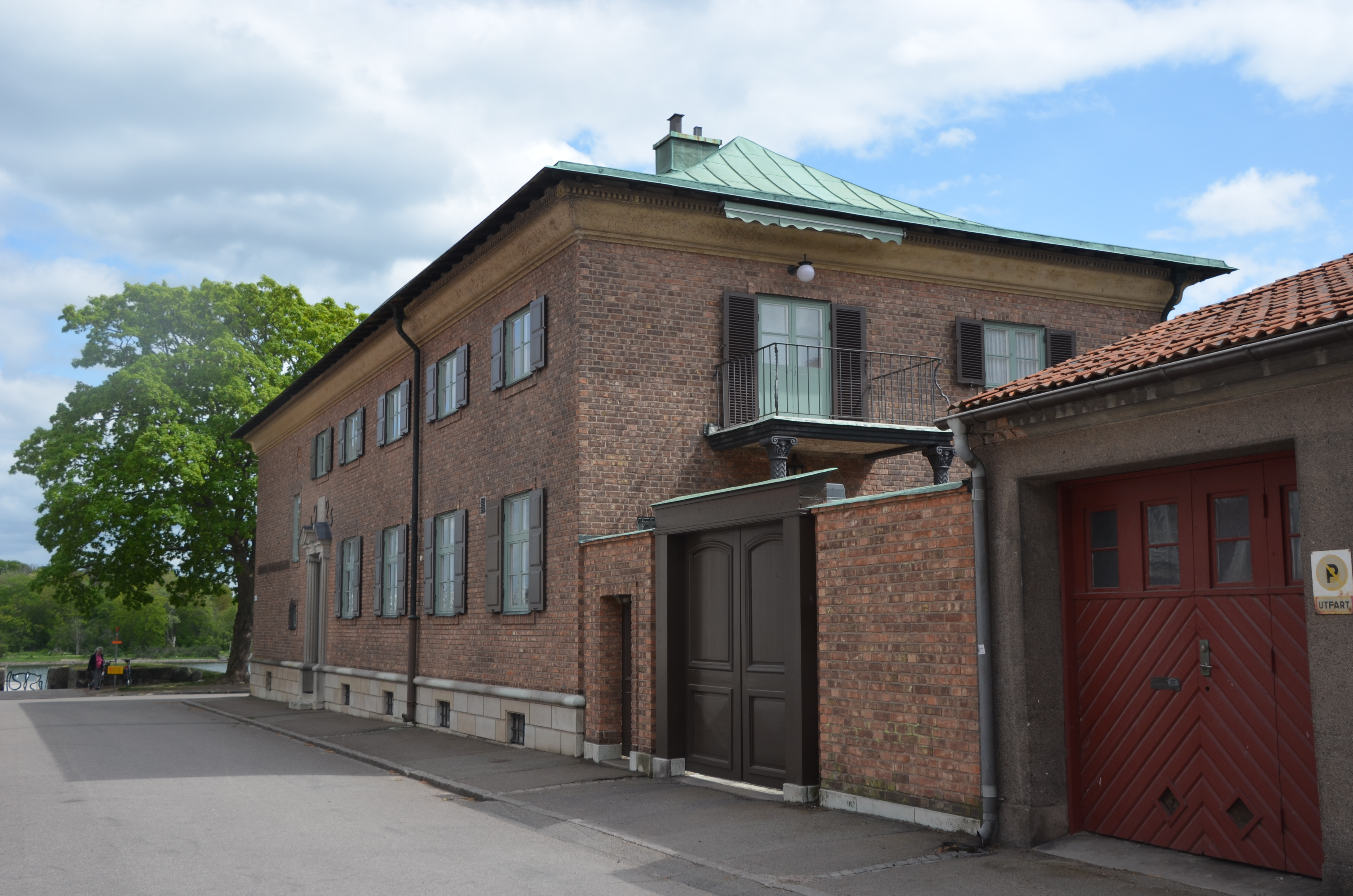
Villa Hertha, Kalmar
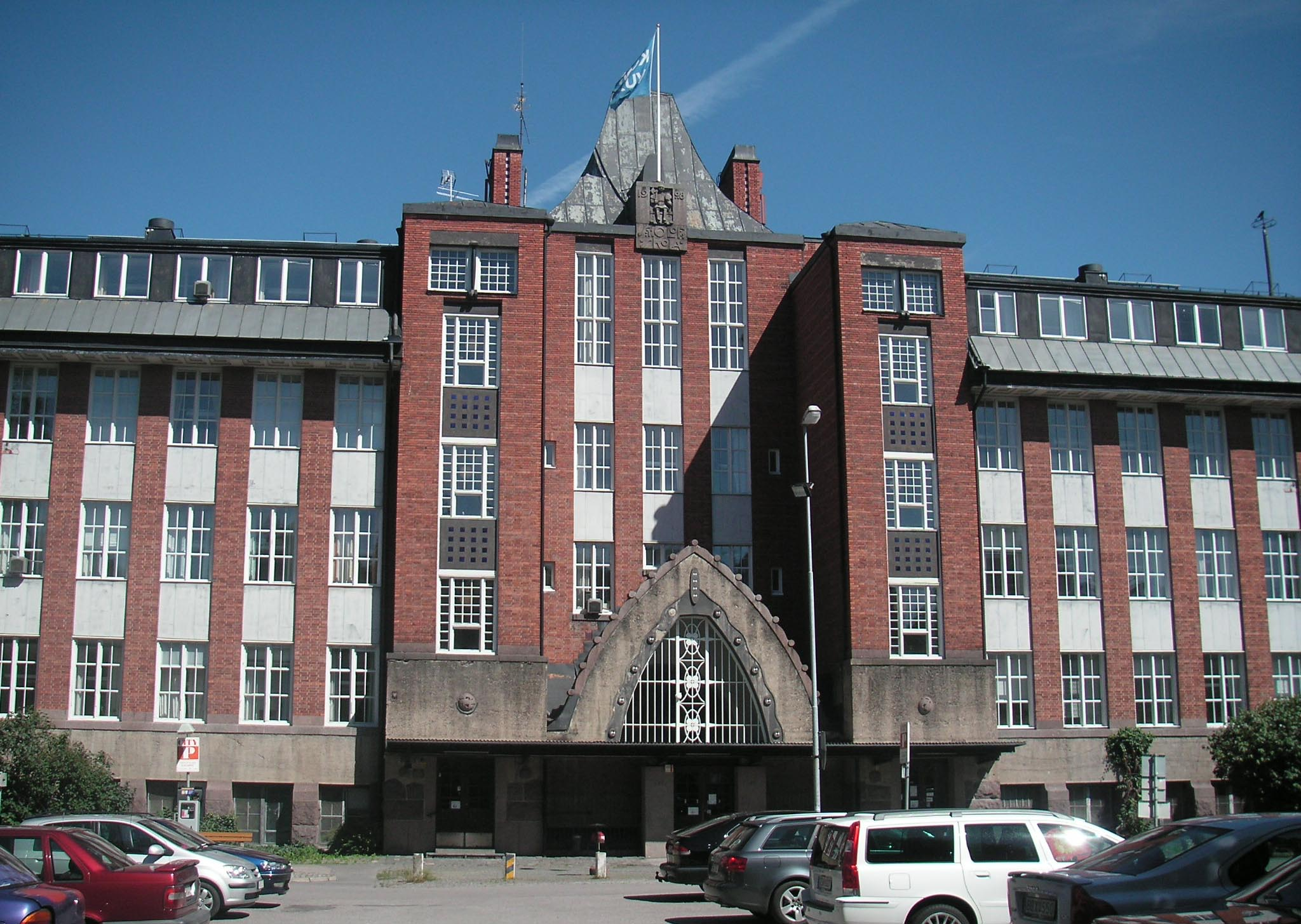
S:t Olofskolan, Norrköping
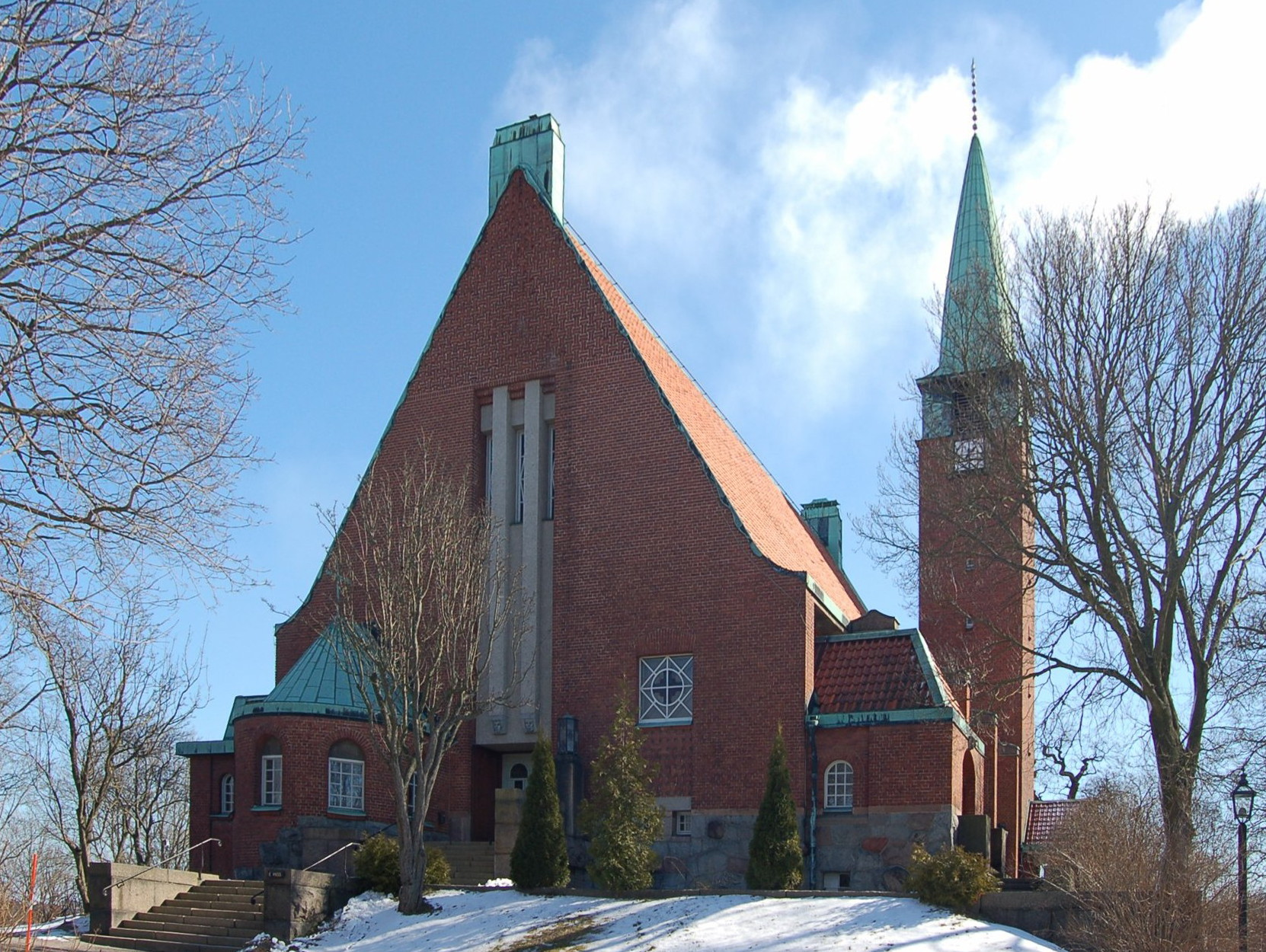
Hjorthagens kyrka, Stockholm
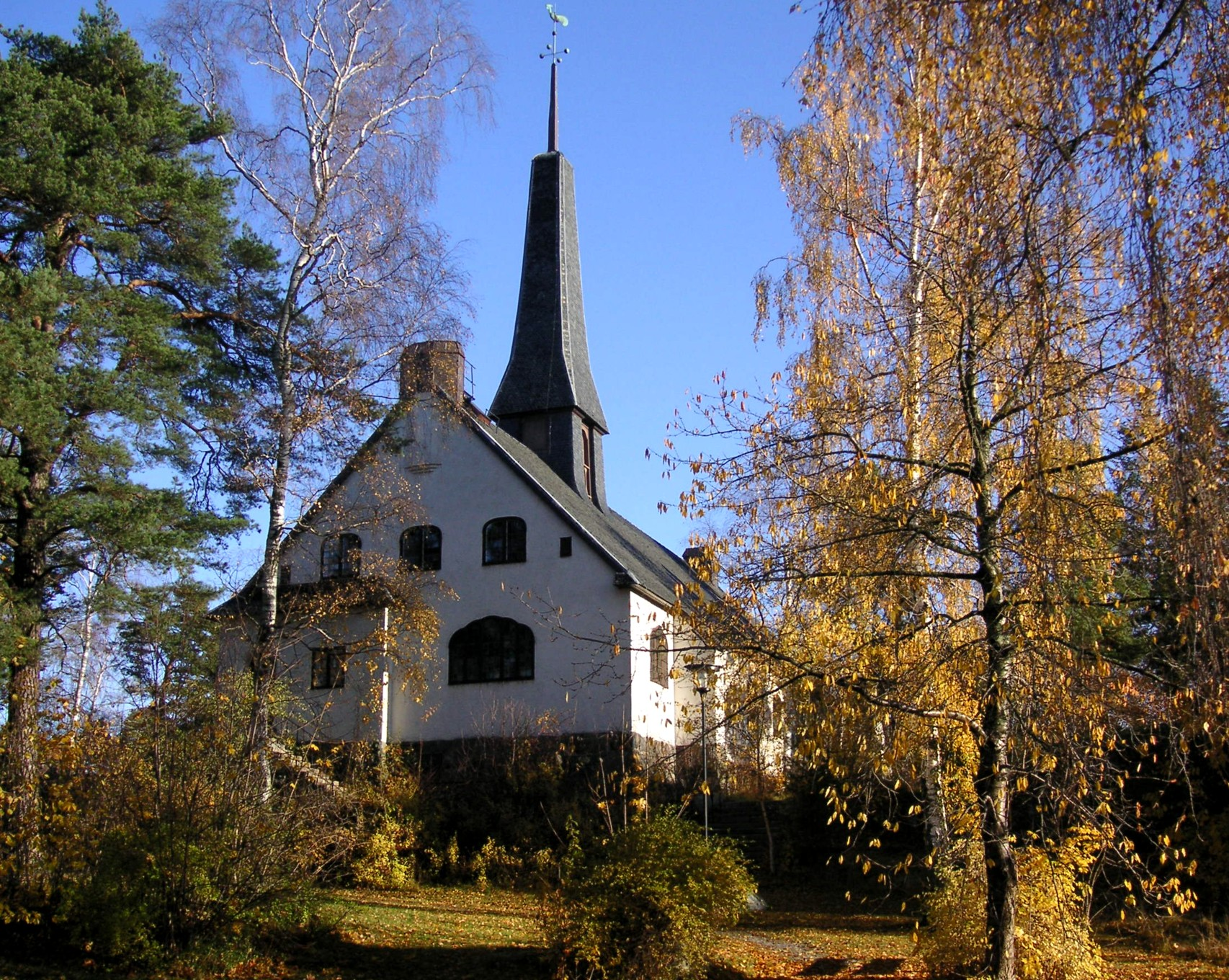
Enskede kyrka, Stockholm
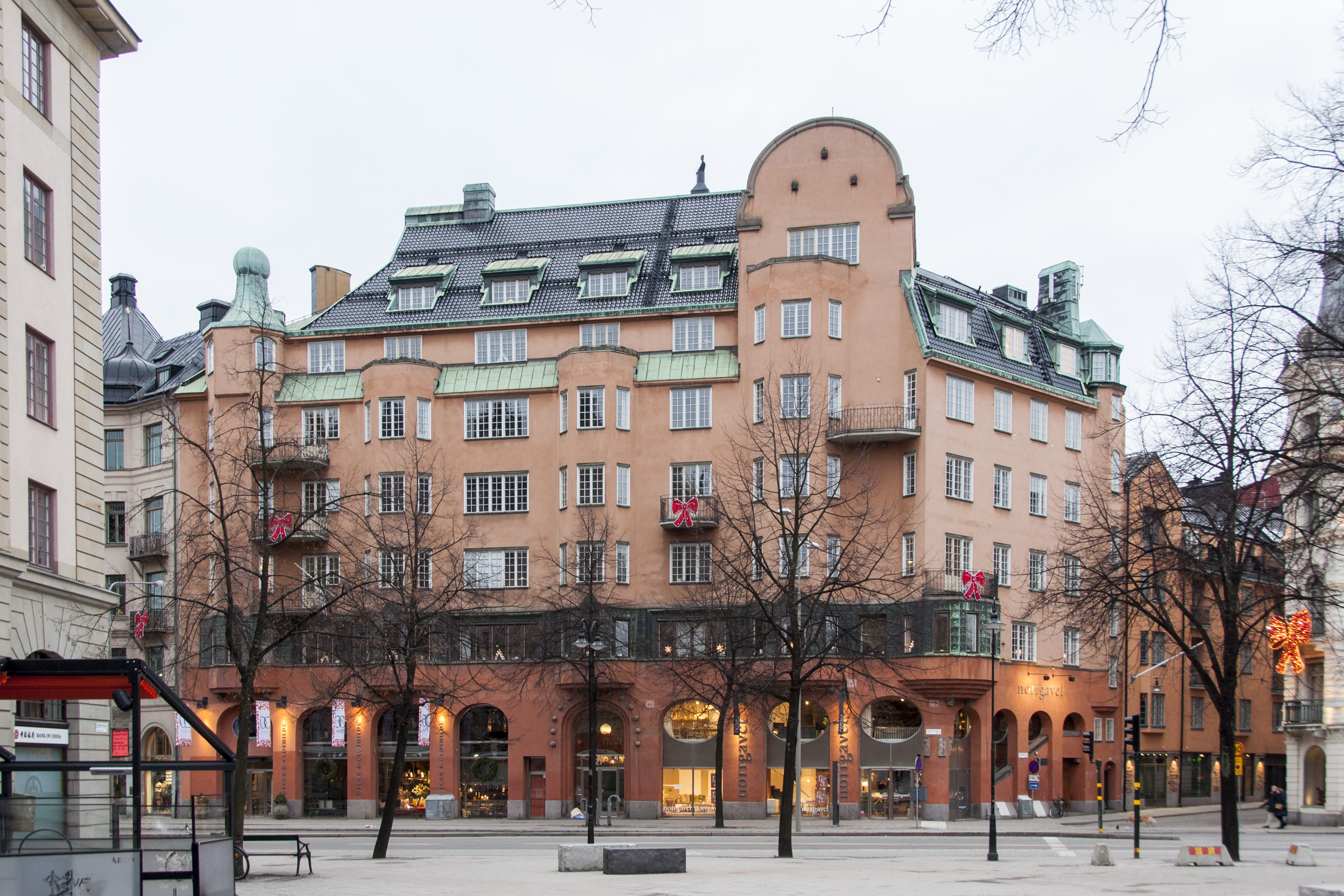
Birger Jarlsgatan 27, Stockholm